# Victor Thiollière
Pour les articles homonymes, voir Thiollière.
Victor Joseph de l'Isle Thiollière, né le 28 mai 1801 à Saint-Étienne et mort le 14 mai 1859 à Lyon (2e arrondissement), est un géologue, paléontologue et ingénieur civil des Mines.

## Biographie
Fils d'Eustache Thiollière, président du tribunal de commerce de Saint-Étienne, Victor est ingénieur civil des Mines, même s’il exerçait la profession de directeur de la Société d’assurances mutuelles immobilières contre l’incendie, établie à Lyon pour le département du Rhône.

### Travaux
Il s'intéresse principalement à la géologie et établit la première carte géologique manuscrite du département du Rhône, pour laquelle il obtiendra une médaille d'or de la Société d’agriculture de Lyon. Il deviendra membre de cette société en 1848. Il fera également parti de l'Académie des sciences, belles-lettres et arts de Lyon de 1848 à 1859, et de la Société linnéenne de Lyon de 1850 à 1858.

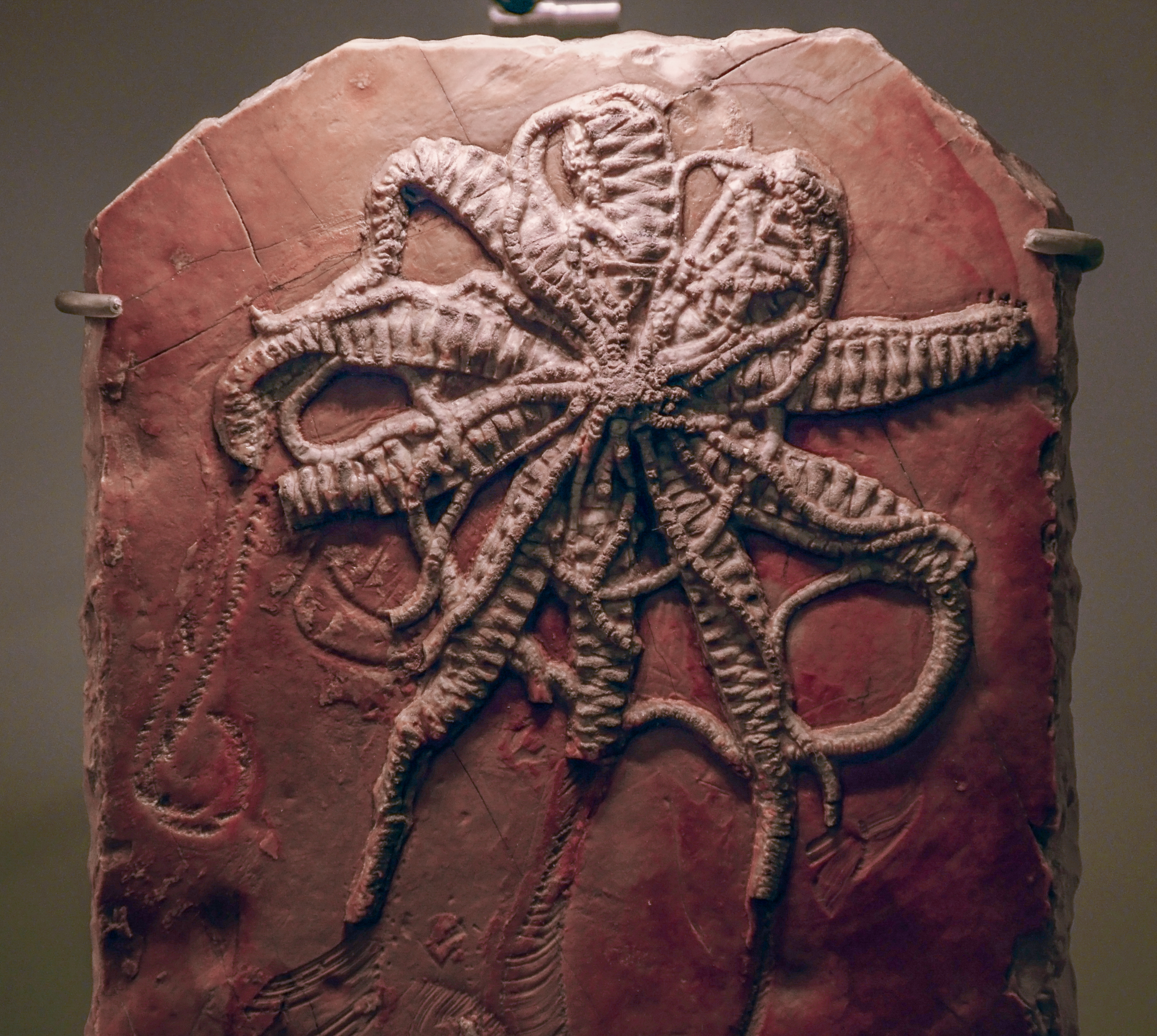
Solanocrinites thiollieri, exposé au musée des Confluences à Lyon

Il entreprend ensuite la cartographie du fossé rhodanien et sera le premier à étudier les fossiles du gisement calcaire de Cerin (Ain) découverts par Aimé Drian en 1838 et datant du Jurassique. De cette étude, il décrira de nombreuses espèces de poissons fossiles dont les genres, Holochondrus, Spathobatis, Belemnobatis et Phorcynis.
Le paléontologue, Perceval de Loriol, lui rend hommage en nommant une de ses découvertes Solanocrinites thiollieri, une espèce de crinoïde fossile.
Sa famille léguera sa collection de fossile au Muséum de Lyon, aujourd'hui exposé au musée des Confluences. Elle comprend 1702 fossiles qui viennent principalement de la région Rhône-Alpes, et dont environ 700 proviennent du dépôt de Cerin. Sa bibliothèque, comprenant 4 000 documents, sera quant à elle achetée par la ville de Lyon, puis déposée à la bibliothèque municipale.